# Теслав
Теслав або Тетислав (*д/н —бл. 1170) — князь Рюгену у 1140—1170 роках. Саксон Граматик називає його королем руян.

## Життєпис
Походив з династії Вітславичі. Старший син Ратислава, князя руян та Рюгена (Ругії). Про дату народження немає відомостей. Став панувати над руянами після смерті батька у 1140 або 1141 роках.
З самого початку поставив за мету посилити князівську владу, що було необхідно для протистояння сусіднім держава — Ободрицькому союзу та королівству Данія. При цьому мав застереження проти братів Стоїслава та Яромара, які згодом стали також претендувати на владу. У 1147 році спрямував війська на підтримку ободрицькому князю Ніклоту, який боровся з саксами та данцями. Потужний флот руян суттєво допоміг ободритам.
Після низки поразок від данців у 1160 році Теслав розпочав перемовини з Вальдемаром I, королем Данії, а також його головним радником Абсалоном, єпископом Роскілле, що встановлення тривалого миру.
У 1162 Теслав підтримав данського короля при облозі Вологощі (нім. Вольгаст) в Померанії. Єпископ Абсалон прийняв незабаром участь в раді руян, де висловив думку прийняття християнства жителями Ругіі. У 1163 році Теслав був присутній у м. Любек під час освячення місцевого кафедрального собору.
1166 року Теслав підтримав пропозицію, оскільки передбачав цим посилити свою владу, яка була сильно обмежена жерцями Святовита (Свентовіта), а християнізація назавжди усунула б жерців від політичного впливу. Втім зустрів спротив з боку жерців, яких підтримав брат Яромар.
19 травня 1168 року данці під проводом короля Вальдемара I та єпископа Абсалона висадилися на Рюгені, яких підтримали війська Генріха Лева Вельфа, герцога Саксонії та Баварії, якими керували князі поморян Казимир і Богуслав I, Прібислав I, князь Мекленбургу, і Берно, єпископ Мекленбургский.
Вороги швидко зайняли острів, взявши в облогу священне місто Аркону. Обложені, впевнені у своїх силах, вкрили вежу над воротами прапорами й орлами. Між ними була і Станіця — військовий прапор руян, яке останні шанували як прапор всіх богів.
12 червня 1168 року під час чергового нападу була підпалена вежа і ворота, мала кількість води не дозволило погасити пожежу, у результаті чого ворог захопив Аркону. Після захоплення міста данці зруйнували храм Святовита у м.Чаренза. За результатами нової\ угоди Теслав разом з руянами зобов'язався хреститися. Втім його влада й авторитет були суттєво підірвані, хоча й отримав титул князя Рюгена. Водночас на острові розташувалася данська залога. За цих умов загострилася боротьба Теслава з братом Яромаром.
У 1170 році брав участь у поході Вальдемара I проти міста Щецін. Після цього згадки про нього зникають. Після нього владу розділили Стоїслав та Яромар разом із сином Дубіславом.

## Пам'ять
На честь Теслава названо вулицю в Штральзунді — Теславштрассе.

## Родина
- Дубіслав, князь на п-ов Віттов